# Camiguinpapageichen
Das Camiguinpapageichen (Loriculus camiguinensis), auch als Camiguin-Fledermauspapagei bezeichnet, ist eine Papageienart aus der Gattung der Fledermauspapageien (Loriculus). Es ist auf der philippinischen Insel Camiguin endemisch.

## Entdeckungsgeschichte
Die Bestimmung einer Population von Fledermauspapageien auf der Insel Camiguin, nördlich von Mindanao, ergab sich aus einer 2006 veröffentlichten Studie einer Reihe von Exemplaren, die in den 1960er Jahren gesammelt wurden. Austin Loomer Rand, ein Experte auf dem Gebiet der philippinischen Ornithologie, hinterließ auf dem Etikett eines damals auf Camiguin gesammelten Exemplars eine undatierte Notiz mit Bleistift mit der Aufschrift subsp. nov, verfolgte die Angelegenheit jedoch nie weiter. Eine sorgfältige morphometrische Analyse einer Serie von 23 Exemplaren führte zu der Schlussfolgerung, dass es sich um eine neue Art handelt, dies wurde bis heute nicht durch eine genetische Analyse bestätigt.

## Merkmale
Das Camiguinpapageichen erreicht eine Körperlänge von 14 cm. Das Grundgefieder ist grün. Brust und Bauch sind gelblichgrün. Stirn, Scheitel, Unterrücken und Oberschwanzdecken sind rot. Hinterer Scheitel und Hinterkopf sind goldgelb überzogen. Es gibt einen variablen orangeroten Nackenfleck. Das Kinn, die Wangen und der Augenbereich sind blau. Die Ohrdecken haben bei einigen Exemplaren einen olivfarbenen Anflug. Die großen Unterflügeldecken sind blau. Die Unterseite der Schwingen und des Schwanzes sind blau; Flügel und Schwanz länger als beim nahe verwandten Philippinenpapageichen (Loriculus philippensis). Der Schnabel ist orange, die Iris ist graubraun, die Füße sind orangefarben. Bei den juvenilen Vögeln ist die Rotfärbung der Stirn blasser oder nicht vorhanden. Wangen und Kinn sind weniger blau. Der Schnabel ist blasser.

## Lebensraum
Das Camiguinpapageichen bewohnt die Bergwälder im Innern von Camiguin zwischen 300 m und 1350 m Höhe. Die Art meidet die Umgebung von menschlichen Ansiedlungen.

## Lebensweise
Die Papageien sind meist einzeln, paarweise, in kleinen Familienverbänden oder Gruppen anzutreffen. Sie verbringen die meiste Zeit des Tages auf Bäumen und Büschen bei der Nahrungssuche. Innerhalb der Wälder sind sie scheu und durch
Gefiederfärbung ideal getarnt. Der Ruf ist ein hochtöniges, sich schnell wiederholendes tziit-tziit-tziit. Die Nahrung besteht aus Nektar, Samen, weichen Früchten (vor allem wilde Bananen), Beeren und Blüten. Die Brutsaison reicht wahrscheinlich von September bis November. Höhlen wurden in abgestorbenen Baumfarnen gefunden. Weitere Einzelheiten über die Brutbiologie liegen nicht vor.

## Status
Das Camiguinpapageichen ist gegenwärtig nicht von der IUCN erfasst, könnte aber als „gefährdet“ oder „stark gefährdet“ klassifiziert werden, sofern es sich tatsächlich um eine eigenständige Art handelt. Es ist offenbar nicht in der Lage, sich an die Umwandlung von Wald in Kokosnussplantagen anzupassen, die den ursprünglichen Wald in allen Höhenlagen unter 600 m weitgehend ersetzt haben. Der verbleibende Lebensraum beträgt möglicherweise nur noch 20 km². Eine weitere und offensichtlich ernst zu nehmende Bedrohung sind Fallen für den Käfigvogelhandel. Bei einem Besuch auf der Insel fand Thomas Arndt persönlich 35 Individuen in Gefangenschaft und schätzte, dass jedes Jahr nicht weniger als 100, möglicherweise sogar mehr, in der Wildnis gefangen wurden, wahrscheinlich eine unhaltbare Zahl. Die meisten gefangenen Vögel werden an philippinische Touristen verkauft. Die Inzucht einer reduzierten Population könnte eine weitere Bedrohung darstellen; eine im Jahr 2006 beobachtete blaue Mutationsform könnte auf einen sehr engen Genpool hinweisen.